# Darlington (South Carolina)
Darlington is een plaats (city) in de Amerikaanse staat South Carolina, en valt bestuurlijk gezien onder Darlington County.

## Demografie
Bij de volkstelling in 2000 werd het aantal inwoners vastgesteld op 6720.
In 2006 is het aantal inwoners door het United States Census Bureau geschat op 6548, een daling van 172 (-2,6%).

## Geografie
Volgens het United States Census Bureau beslaat de plaats een oppervlakte van
11,1 km², geheel bestaande uit land.

## Geboren
- Buddy Johnson (1915-1977), jazzpianist, orkestleider

## Plaatsen in de nabije omgeving
De onderstaande figuur toont nabijgelegen plaatsen in een straal van 24 km rond Darlington.